# Fatsjön (Vilhelmina socken, Lappland, 720777-150939)
Fatsjön är en sjö i Vilhelmina kommun i Lappland och ingår i Ångermanälvens huvudavrinningsområde. Sjön har en area på 3,49 kvadratkilometer och ligger 417 meter över havet. Sjön avvattnas av vattendraget Marsån.

## Delavrinningsområde
Fatsjön ingår i det delavrinningsområde (720887-150947) som SMHI kallar för Utloppet av Fatsjön. Medelhöjden är 512 meter över havet och ytan är 46,59 kvadratkilometer. Räknas de 61 avrinningsområdena uppströms in blir den ackumulerade arean 447,96 kvadratkilometer. Marsån som avvattnar avrinningsområdet har biflödesordning 2, vilket innebär att vattnet flödar genom totalt 2 vattendrag innan det når havet efter 324 kilometer. Avrinningsområdet består mestadels av skog (74 procent) och sankmarker (11 procent). Avrinningsområdet har 3,52 kvadratkilometer vattenytor vilket ger det en sjöprocent på 7,5 procent.